# Вакцинація проти COVID-19 в Африці
Вакцинація проти COVID-19 в Африці — це кампанія масової імунізації населення Африки проти COVID-19 під час пандемії коронавірусної хвороби. У більшості країнах і територіях Африки розпочалися програми вакцинації проти COVID-19. У червні 2021 року Всесвітня організація охорони здоров'я передбачила, що 47 із 54 країн Африки не досягнуть мети вакцинувати 10 % свого населення до вересня 2021 року. У червні на Африку припадало менше 1 % світових доз вакцин проти COVID-19. Африка отримала загалом менше 2 % із 3 мільярдів доз вакцини, які надійшли до всіх країн.
Станом на 5 липня 2021 року вакцинальні кампанії розпочалися в 51 африканській країні, де 36,5 мільйонів осіб отримали принаймні одну дозу вакцини.
15 липня 2021 року африканський координатор ВООЗ з імунізації та розробки вакцин повідомив, що африканські країни знищили близько 450 тисяч доз вакцини через закінчення терміну придатності. Як приклад він навів Малаві, Південний Судан, Ліберію, Мавританію, Гамбію, Сьєрра-Леоне, Гвінею, Коморські Острови та Демократичну Республіку Конго.
Також у липні 2021 року Європейський інвестиційний банк зобов'язався профінансувати перший у Сенегалі завод з виробництва вакцини проти COVID-19 в Інституті Пастера в Дакарі. Очікується, що до кінця 2022 року цей завод буде виготовляти до 25 мільйонів доз ліцензованої вакцини від COVID-19 на місяць. Це частина із низки заходів Європейського інвестиційного банку з подолання наслідків COVID-19 для здоров'я та економіки. Одночасно «BioNTech» і Європейський Союз співпрацювали, щоб оцінити потужності виробництва мРНК-вакцин у Руанді та Сенегалі.
У 7 африканських країнах (Ботсвана, Кабо-Верде, Маврикій, Марокко, Руанда, Сейшельські острови, Туніс) усе цільове населення було повністю вакциновано до кінця 2021 року. На іншому кінці шкали масової вакцинації не було в Еритреї, а в Бурунді та Демократичній Республіці Конго було повністю вакциновано менше 0,4 % цільового населення.

## Передумови

### Схвалення

#### Oxford–AstraZeneca / Covishield
- Повне схвалення: — * Використання в екстрених ситуаціях: ВООЗ (15 лютого 2021 р.), Африканська нормативна робоча група (25 лютого 2021 р.), Ангола (березень 2021 р.), Бенін (березень 2021 р.), Ботсвана (лютий 2021 р.), Буркіна-Фасо (травень 2021 р.), Камерун (квітень 2021 р.), Кабо-Верде (березень 2021), Центральноафриканська Республіка (травень 2021), Кот-д'Івуар (лютий 2021), ДРК (квітень 2021), Джибуті (22 лютого 2021), Єгипет (30 січня 2021), Есватіні (березень 2021), Ефіопія (березень 2021), Гамбія (березень 2021), Гана (березень 2021), Гвінея-Бісау (березень 2021), Кенія (травень 2021), Лесото (березень 2021), Ліберія, Лівія (березень 2021), Малаві (лютий 2021)), Малі (січень 2021), Маврикій (січень 2021), Марокко (6 січня 2021), Намібія (березень 2021), Нігер (березень 2021), Нігерія (18 лютого 2021), Руанда (березень 2021), Сан-Томе і Принсіпі, Сенегал (березень 2021), Сейшельські острови (січень 2021), Сьєрра-Леоне (березень 2021), Сомалі (березень 2021), Південна Африка (1 лютого 2021; призупинено 7 лютого 2021), Південний Судан (квітень 2021), Судан (березень 2021), Того (березень 2021), Туніс (7 травня 2021), Уганда (березень 2021), Замбія (березень 2021).[17]

#### Pfizer–BioNTech
- Повне схвалення: — * Екстрене використання: ВООЗ (31 грудня 2020 р.), Ботсвана (квітень 2021 р.), Кабо-Верде (березень 2021 р.), Кот-д'Івуар (січень 2021 р.), Кенія (2 серпня 2021 р.), Лівія (березень 2021 р.), Малаві, Нігерія (30 квітня 2021), Руанда (березень 2021), Сейшельські острови (27 липня 2021), Південна Африка (11 березня 2021), Туніс (13 січня 2021), Замбія.[17]

#### Moderna
- Повне схвалення: — * Екстрене використання: ВООЗ (30 квітня 2021), Ботсвана (квітень 2021), Кабо-Верде (березень 2021), Кенія (19 серпня 2021), Лівія (березень 2021), Малаві, Нігерія (15 липня 2021).[17]

#### Johnson & Johnson
- Повне схвалення: — * Використання в надзвичайних ситуаціях: ВООЗ (30 квітня 2021 р.), Робоча група з питань ВООЗ Африки (10 березня 2021 р.), Ботсвана (квітень 2021 р.), Камерун (квітень 2021 р.), Кабо-Верде (березень 2021 р.), Єгипет (серпень 2021 р.), Гана (серпень 2021 р.), Лівія (березень 2021), Малаві, Нігерія (17 травня 2021), Південна Африка (31 березня 2021), Танзанія (липень 2021), Туніс (8 квітня 2021), Замбія, Зімбабве (28 липня 2021).[17]

#### Sinopharm BIBP
- Повне схвалення: Сейшельські острови.
- Екстрене використання: ВООЗ (7 травня 2021), Ангола (березень 2021), Камерун (квітень 2021), Кабо-Верде (березень 2021), Чад, Коморські острови (травень 2021), Єгипет (3 січня 2021), Габон (березень 2021), Гамбія (17 червня 2021), Малаві, Мавританія (березень 2021), Маврикій (березень 2021), Марокко (22 січня 2021), Мозамбік (березень 2021), Намібія (березень 2021), Нігер (квітень 2021), Нігерія (24 серпня) 2021), Республіка Конго (березень 2021), Сенегал (березень 2021), Сьєрра-Леоне (березень 2021), Сомалі (квітень 2021), Туніс (12 липня 2021), Замбія, Зімбабве (10 березня 2021).

#### Спутник V / Спутник Light
- Повне схвалення: — * Екстрене використання: Алжир (10 січня 2021), Ангола (3 березня 2021), Камерун (19 березня 2021), Джибуті (3 березня 2021), Єгипет (24 лютого 2021), Габон (17 лютого 2021), Гана (20 лютого 2021)), Гвінея (грудень 2020), Кенія (10 березня 2021), Лівія (квітень 2021), Малі (30 березня 2021), Маврикій (22 березня 2021), Марокко (10 березня 2021), Намібія (11 березня 2021), Нігерія (15 липня 2021), Республіка Конго (3 березня 2021), Сейшельські острови (19 березня 2021), Туніс (30 січня 2021), Зімбабве (9 березня 2021).[17]

#### CoronaVac
- Повне схвалення: — * Екстрене використання: ВООЗ (1 червня 2021 р.), Бенін (березень 2021 р.), Ботсвана (квітень 2021 р.), Єгипет (26 квітня 2021 р.), Лівія (березень 2021 р.), Малаві, Південна Африка (3 липня 2021 р.), Танзанія (липень 2021 р.), Туніс (5 березня 2021), Зімбабве (9 березня 2021).[17]

#### Коваксин
- Повне схвалення: — * Екстрене використання: ВООЗ (3 листопада 2021), Ботсвана (квітень 2021), Маврикій (21 березня 2021), Зімбабве (4 березня 2021).[17]

Карта країн за статусом затвердження
Дозволено для загального використання, проводиться масова вакцинація
Екстрене схвалення (або еквівалент) надано, масова вакцинація триває
Екстрене схвалення надано, обмежена вакцинація
Допущено до загального використання, планується масова вакцинація
Екстрене схвалення надано, планується масова вакцинація
Екстрене схвалення очікує на розгляд
Вакцинація не планується

### Виробництво

#### Johnson & Johnson
Згідно з виробничою угодою, компанія Johnson & Johnson планувала виготовити 220 мільйонів доз вакцини на виробничому підприємстві «Aspen Pharmacare» в місті Гебеха в Східнокапській провінції. Компанія планувала поставляти вакцину в інші африканські країни, а 30 мільйонів доз мали залишатись у ПАР.

#### Pfizer-BioNTech
Починаючи з 2022 року інститут «Biovac» у Кейптауні мав виготовляти 100 мільйонів доз вакцини Pfizer-BioNTech проти COVID-19 виключно для африканських країн.

#### Спутник V
Міністр фармацевтики Алжиру Лотфі Бенбахмад оголосив про досягнення домовленості про виробництво вакцини Спутник V проти COVID-19 на заводі «Saidal» у Константіні.

#### ImunityBio
Інститут «Biovac» у ПАР має контракт з компанією «ImmunityBio» на виробництво вакцини ImmunityBio проти COVID-19 і розповсюдження її по всій Африці.

#### Afrigen
Всесвітня організація охорони здоров'я доручила консорціуму «Biovac Instiute», «Afrigen» та Південноафриканській раді з медичних досліджень розробити та виготовити вакцину проти COVID-19 за тією ж технологією, що й вакцина Moderna проти COVID-19. Схвалення нової вакцини планується в 2024 році.

## Вакцинація за територією

### Алжир
29 січня 2021 року Алжир розпочав кампанію вакцинації проти COVID-19 через день після отримання першої партії з 50 тисяч доз російської вакцини «Спутник V». Станом на 6 червня 2021 року Алжир повідомив про введення 2,5 мільйонів доз вакцини. Алжир продовжив вакцинувати своє населення вакцинами «Спутник V» і Oxford-AstraZeneca. До кінця 2021 року було повністю вакциновано 31 % цільового населення країни.

### Ангола
4 березня 2021 року Ангола розпочала програму вакцинації після отримання 624 тисяч доз дводозової вакцини Oxford-AstraZeneca за ініціативою COVAX. Станом на 15 червня 2021 року в Анголі було введено 1314375 доз вакцини, 822109 осіб вакциновані першою дозою та 492266 осіб повністю вакциновані. 28 % цільового населення були повністю вакциновані до кінця 2021 року.

### Бенін
Бенін розпочав кампанію вакцинації від коронавірусу 29 березня 2021 року, спочатку зі 144 тисяч доз вакцини «Ковішелд» (AstraZeneca). Станом на 8 червня 2021 року в країні ввели 26624 дози вакцини, 21834 особи отримали одну дозу та 4790 осіб були повністю вакциновані. У країні також розпочали введення вакцини «Коронавак». 26 % цільового населення були повністю вакциновані до кінця 2021 року.

### Ботсвана
Ботсвана розпочала свою програму вакцинації 26 березня 2021 року, спочатку використовуючи вакцину Oxford-AstraZeneca. Станом на 7 червня 2021 року у Ботсвані було введено 150019 доз вакцини. Усе цільове населення було повністю вакциновано до кінця 2021 року.

### Буркіна-Фасо
Буркіна-Фасо розпочала свою програму вакцинації 2 червня 2021 року, спочатку після отримання 115200 доз вакцини Oxford–AstraZeneca проти COVID-19 через COVAX 30 травня 2021 року. Станом на 14 червня 2021 року було введено 17775 доз вакцини, а пізніше введено ще 302400 доз вакцини Janssen проти COVID-19, наданих США. До кінця 2021 року було повністю вакциновано 8 % цільового населення.

### Бурунді
Програма вакцинації в Бурунді стартувала 18 жовтня 2021 року, спочатку з використанням 500 тисяч доз вакцини «Sinopharm BIBP», наданої Китаєм. За даними Всесвітньої організації охорони здоров'я, до кінця 2021 року було повністю вакциновано менше 0,1 % цільового населення.

### Камерун
Камерун розпочав свою програму вакцинації 12 квітня 2021 року, спочатку використовуючи 200 тисяч доз вакцини «Sinopharm BIBP», наданої Китаєм. 17 квітня 2021 року країна отримала 391200 доз вакцини Oxford-AstraZeneca/Covishield через COVAX. Станом на 14 червня 2021 року в Камеруні було введено 89180 доз вакцини, вакциновано однією дозою 72111 осіб, повністю вакциновано 17069 осіб. 21 липня 2021 року Камерун отримав 303050 доз вакцини Janssen проти COVID-19, подарованих США. До кінця 2021 року були повністю вакциновані 6 % цільового населення.

### Кабо-Верде
Кабо-Верде розпочало свою програму вакцинації 19 березня 2021 року, незабаром після того, як країна отримала 24 тисячі доз вакцини Oxford–AstraZeneca проти COVID-19. Станом на 15 червня 2021 року введено 47943 дози вакцини, однією дозою вакциновано 45013 осіб, повністю вакциновано 2930 осіб. До листопада 2021 року все цільове населення країни було повністю вакциновано.

### Центральноафриканська Республіка
Центральноафриканська Республіка розпочала свою програму вакцинації 20 травня 2021 року, спочатку використовуючи 60 тисяч доз вакцини «Ковішелд», доставлених у рамках програми COVAX, і 80 тисяч доз тієї ж вакцини, яку Демократична Республіка Конго не змогла використати до закінчення терміну придатності. Станом на 15 червня 2021 року було введено 42644 дози, 41095 осіб вакциновані однією дозою та 1549 осіб повністю вакциновано. 22 % цільового населення були повністю вакциновані до кінця 2021 року.

### Чад
Чад розпочав свою програму вакцинації 4 червня 2021 року, спочатку після отримання 200 тисяч доз вакцини «Sinopharm BIBP», подарованої Китаєм. Станом на 10 червня 2021 року введено 5324 дози вакцини. Лише 1 % цільового населення було повністю вакциновано до кінця 2021 року.

### Коморські Острови
Коморські Острови розпочали свою програму вакцинації 10 квітня 2021 року, спочатку використовуючи 100 тисяч доз вакцини «Sinopharm BIBP», наданих Китаєм, і 12 тисяч доз вакцини Oxford-AstraZeneca/Covishield, отриманих через програму COVAX. Станом на 8 червня 2021 року в країні було введено 84360 доз, 43140 осіб з однією дозою та 41220 осіб повністю вакциновано. 26 червня 2021 року Коморські острови придбали 200 тисяч додаткових доз вакцини Sinopharm BIBP, а через 5 днів — 100 тисяч доз, наданих Китаєм.
На кінець квітня 2021 року було введено 40863 дози; 83907 до кінця травня; 84360 до кінця червня; 162450 до кінця липня; 277419 до кінця серпня; 341134 до кінця вересня; 430245 до кінця жовтня; 523256 до кінця листопада; 581547 до кінця грудня 2021 року; 598 тисяч до кінця січня 2022 року; 637961 до кінця лютого 2022 року; 642320 до кінця квітня 2022 року. 69 % цільового населення було повністю вакциновано до кінця 2021 року.

### Демократична Республіка Конго
Демократична Республіка Конго розпочала свою програму вакцинації 19 квітня 2021 року, використовуючи 1,7 мільйона доз вакцини «Ковішелд», поставленої через COVAX. У перший тиждень кампанії, після введення лише 1700 доз, представники охорони здоров'я оголосили, що 1,3 мільйона доз буде повернуто для перерозподілу в інші країни (495 тисяч до Анголи, 350 тисяч до Гани, 250 тисяч до Мадагаскару, 140 тисяч до Того та 80 тисяч до Центральноафриканської Республіки). За даними Всесвітньої організації охорони здоров'я, до кінця 2021 року менше 0,4 % цільового населення країни було повністю вакциновано.

### Республіка Конго
Республіка Конго розпочала свою програму вакцинації 19 квітня 2021 року, використовуючи 300 тисяч доз вакцини «Sinopharm BIBP», наданих Китаєм, і 12 тисяч доз «Спутник V». На кінець квітня 2021 року було введено 26830 доз, повністю щеплено 9187 осіб. На кінець травня введено 52053 дози, повністю вакциновано 26971 особу. На кінець червня введено 82351 дозу та повністю вакциновано 45895 осіб. До кінця липня введено 136309 доз і повністю вакциновано 75739 осіб. Н а кінець серпня введено 175211 доз і повністю вакциновано 96270 осіб. На кінець вересня 2021 року було введено 221985 доз і повністю вакциновано 107873 особи. На кінець жовтня 2021 року було введено 269914 доз і повністю вакциновано 112541 особу (5 % цільового населення). На кінець листопада 2021 року введено 644918 доз і повністю щеплено 474446 осіб (21 % цільового населення). На кінець грудня 2021 року було введено 758891 дозу та повністю вакциновано 583609 осіб (25 % цільового населення). На кінець березня 2022 року було введено 818931 дозу та повністю вакциновано 640464 особи. На кінець квітня 2022 року введено 831318 доз і повністю вакциновано 652422 особи.

### Кот-д'Івуар
Кот-д'Івуар розпочав свою програму вакцинації 1 березня 2021 року, використовуючи 504 тисячі доз вакцини «Ковішелд» від AstraZeneca, наданих через COVAX, і 50 тисяч доз, наданих Індією. 30 травня 2021 року Кот-д'Івуар позичив у Нігеру 100 тисяч доз вакцини AstraZeneca за умови, що Кот-д'Івуар поверне 100 тисяч доз пізніше. 16 червня країна отримала 100620 доз вакцини Pfizer–BioNTech проти COVID-19; 100 тисяч доз подарованих Китаєм вакцини Sinopharm BIBP 26 червня; та 97200 доз вакцини AstraZeneca від Малі 28 червня 2021 року. До кінця липня 2021 року було введено понад мільйон доз. Близько 1,5 мільйона доз вакцини Pfizer-BioNTech, подарованих США, прибуло 20 серпня, потім 2 вересня прибули 108 тисяч доз вакцини Janssen, 816 тисяч доз вакцини «Sinopharm BIBP» 17 вересня через COVAX, і 108 000 доз вакцини Oxford-AstraZeneca 24 вересня 2021 року, наданих Францією. 3 жовтня 2021 року країна отримала 282 тисячі доз вакцини Oxford-AstraZeneca, подарованої Німеччиною, а через 2 дні — 129600 доз вакцини Janssen. 13 жовтня 2021 року Кот-д'Івуар отримав 124800 доз вакцини Oxford-AstraZeneca, подарованих Італією. 4 листопада 2021 року країна отримала 432 тисячі доз вакцини Oxford-AstraZeneca через COVAX. 18 і 20 листопада відповідно країна отримала понад 300 тисяч закуплених доз вакцини Janssen, а потім 374460 доз тієї ж вакцини, наданих Сполученими Штатами. 26 листопада 2021 року надійшло 0,8 мільйона доз вакцини «Sinopharm», наданих через COVAX. 15 грудня 2021 року країна отримала більше мільйона доз вакцини Janssen, наданих Італією, і майже 1,3 мільйона доз цієї ж вакцини, наданих Іспанією. 30 грудня 2021 року та 3 січня 2022 року країна отримала понад 1,6 мільйона доз вакцини Pfizer-BioNTech, наданих США. 26 січня 2022 року Кот-д'Івуар отримав понад 1,7 мільйона доз цієї ж вакцини.
За перші 3 місяці кампанії перше щеплення зробили понад півмільйона осіб. За перше півріччя введено 1,4 мільйона доз. За 9 місяців було введено 3,5 мільйона доз. За перший рік кампанії було введено 10,3 мільйона доз. До кінця 2021 року 20 % цільового населення було повністю вакциновано.

### Джибуті
Джибуті розпочало свою програму вакцинації 15 березня 2021 року початково 24 тисячами доз вакцини AstraZeneca «Ковішелд», наданих через COVAX. 23 % цільового населення були повністю вакциновані до кінця 2021 року.

### Єгипет
Єгипет розпочав свою програму вакцинації 24 січня 2021 року. Єгипет отримав 50 тисяч доз вакцини Sinopharm BIBP 10 грудня 2020 року, а потім 50 тисяч доз вакцини AstraZeneca 31 січня 2021 року. У лютому, березні та травні 2021 року Єгипет отримав 1,1 мільйона доз вакцини Sinopharm BIBP і 2,55 мільйона доз вакцини Oxford–AstraZeneca. До кінця 2021 року 49 % цільового населення були повністю вакциновані.

### Екваторіальна Гвінея
Екваторіальна Гвінея розпочала свою програму вакцинації 15 лютого 2021 року, спочатку зі 100 тисяч доз вакцини Sinopharm BIBP, наданих Китаєм. 35 % цільового населення були повністю вакциновані до кінця 2021 року.

### Еритрея
Станом на травень 2022 року вакцинація проти COVID-19 в Еритреї не розпочалася.

### Есватіні
Есватіні розпочав свою програму вакцинації 19 лютого 2021 року, спочатку з 32 тисяч доз вакцини Oxford-AstraZeneca/Covishield. На початку травня 2021 року повідомлялося, що в Есватіні введено всі дози вакцини, отримані до цього часу. 64 % цільового населення були повністю вакциновані до кінця 2021 року.

### Ефіопія
Ефіопія розпочала свою програму вакцинації 13 березня 2021 року, спочатку з 2,2 мільйона доз вакцини Oxford-AstraZeneca проти COVID-19, отриманих через COVAX 7 березня 2021 року. Через два місяці було щеплено 1,3 мільйона осіб, а до 28 червня 2021 року ця кількість зросла до 2 мільйонів; 2,2 мільйона до кінця липня, 2,5 мільйона до кінця серпня та 3,5 мільйона до кінця вересня; 4,8 мільйона до кінця жовтня; 8,8 мільйонів до кінця листопада; 10,9 мільйонів до кінця грудня 2021 року; 11,0 мільйонів до кінця січня 2022 року; 24,3 мільйона до кінця лютого 2022 року; 29,4 мільйона до кінця березня 2022 року. 9 % цільового населення були повністю вакциновані до кінця 2021 року.

### Габон
Габон розпочав свою програму вакцинації 23 березня 2021 року, спочатку зі 100 тисяч доз вакцини «Sinopharm BIBP». До кінця травня 2021 року було введено 22524 дози; 56758 до кінця червня; 100 40 до кінця липня; 127757 до кінця серпня; 180320 до кінця вересня; 223308 до кінця жовтня; 273421 до кінця листопада; 438557 до кінця грудня 2021 року; 499247 до кінця січня 2022 року; 550042 до кінця березня 2022 року; 556657 до кінця квітня 2022 р. 21 % цільового населення було повністю вакциновано до кінця 2021 року.>

### Гамбія
Гамбія розпочала свою програму вакцинації 12 березня 2021 року. До кінця квітня було введено 21259 доз; 29148 до кінця травня; 40810 до кінця червня; 189196 до кінця серпня; 207195 до кінця вересня; 258505 до кінця жовтня; 268008 до кінця листопада; 280797 до кінця грудня 2021 року; 349875 до кінця січня 2022 року. 24 % цільового населення були повністю вакциновані до кінця 2021 року.

### Гана
Гана розпочала свою програму вакцинації 1 березня 2021 року з використанням вакцини Oxford-AstraZeneca, наданої через COVAX. На початку травня 2021 року повідомлялося, що Гана ввела всі дози, отримані на той час. 18 % цільового населення країни були повністю вакциновані до кінця 2021 року.

### Гвінея
Гвінея почала свою програму вакцинації в березні 2021 року, спочатку з введення пожертвуваних доз вакцини проти COVID-19 «Спутник V» з Росії.
До кінця березня було введено 56 479 доз вакцини; 135477 до кінця квітня; 353067 до кінця травня; 536992 до кінця червня; 805440 до кінця липня; 1,1 мільйона до кінця серпня; 1,8 мільйона до кінця вересня; 2,3 мільйона до кінця жовтня; 2,6 мільйона до кінця листопада; 2,9 мільйона до кінця грудня 2021 року; 4,7 мільйона до кінця січня 2022 року; 5,5 мільйна до кінця лютого 2022 року; 6,1 мільйона до кінця квітня 2022 року. 19 % цільового населення були повністю вакциновані до кінця 2021 року.

### Гвінея-Бісау
Гвінея-Бісау розпочала свою програму вакцинації 2 квітня 2021 року. До кінця квітня було введено 5877 доз; 5889 до кінця травня; 23064 до кінця червня; 25225 до кінця липня; 29238 до кінця серпня; 94715 до кінця вересня; 139369 до кінця жовтня; 368395 до кінця листопада; 413938 до кінця грудня 2021 року; 423400 до кінця січня 2022 року; 556675 до кінця лютого 2022 року; 562620 до кінця березня 2022 року. 3 % цільового населення були повністю вакциновані до кінця 2021 року.

### Кенія
Кенія розпочала свою програму вакцинації 5 березня 2021 року, незабаром після того, як країна отримала трохи більше 1 мільйона доз вакцини Oxford-AstraZeneca через програму розповсюдження вакцин COVAX. 31 липня 2021 року Кенія отримала 410 тисяч доз вакцини Oxford-AstraZeneca, подарованих Великою Британією. 23 серпня 2021 року Кенія отримала від США пожертву у вигляді 880460 доз вакцини Moderna.
До кінця квітня було введено 0,8 мільйона доз вакцини; 1 мільйон до кінця травня; 1,3 мільйона до кінця червня; 1,7 мільйона до кінця липня; 2,8 мільйона до кінця серпня; 3,7 мільйона до кінця вересня; 4,9 мільйона до кінця жовтня; 6,7 мільйона до кінця листопада; 9,7 мільйона до кінця грудня 2021 року; 11,9 мільйона до кінця січня 2022 року; 16,7 мільйона до кінця лютого 2022 року; 17,4 мільйона до кінця березня 2022 року; 17,8 мільйонів до кінця квітня 2022 року. 16 % цільового населення було повністю вакциновано до кінця 2021 року.

### Лесото
Лесото розпочало свою програму вакцинації 10 березня 2021 року. До кінця квітня було введено 15818 доз вакцини; 36637 до кінця травня; 56322 до кінця червня; 72948 до кінця липня; 201795 до кінця серпня; 359980 до кінця вересня; 514519 до кінця жовтня; 617671 до кінця листопада; 698383 до кінця грудня 2021 року; 830779 до кінця січня 2022 року; 926760 до кінця лютого 2022 року; 933825 до кінця квітня 2022 року. 85 % цільового населення було повністю вакциновано до кінця 2021 року.

### Ліберія
Ліберія розпочала свою програму вакцинації 1 квітня 2021 року, спочатку з 96 тисяч доз вакцини «Ковішелд» від AstraZeneca, наданих через програму COVAX. 25 липня 2021 року Ліберія отримала 302400 доз вакцини Janssen проти COVID-19, наданих США.
До кінця квітня було введено 7492 дози вакцини; 56144 до кінця травня; 86345 до кінця червня; 95423 до кінця липня; 113680 до кінця серпня; 299217 до кінця вересня; 438430 до кінця жовтня; 595558 до кінця листопада; 880313 до кінця грудня 2021 року; 1146910 до кінця січня 2022 року; 2201300 до кінця березня 2022 року. 36 % цільового населення було повністю вакциновано до кінця 2021 року.

### Лівія
Лівія розпочала свою програму вакцинації 11 квітня 2021 року, спочатку з 57600 доз вакцини Oxford-AstraZeneca, 200 тисяч доз Спутник Лайт і 150 тисяч доз «Коронавак», наданих Туреччиною. До кінця травня 2021 року Лівія отримала 575200 доз Oxford-AstraZeneca, «Спутник V» і «Коронавак». У червні вона отримала 54990 доз вакцини Pfizer і 50 тисяч доз «Спутник V», внаслідок чого загальна кількість отриманих доз склала 680190.
На кінець квітня 2021 року введено 61212 доз вакцини. На початку травня повідомлялося, що Лівія ввела всі дози, отримані на даний момент. До кінця травня було введено 212421 дозу; 379404 до кінця червня; 546745 до кінця липня; 1031060 до кінця серпня; 1586055 до кінця вересня; 1900831 до кінця жовтня; 2291638 до кінця листопада; 2679874 до кінця грудня 2021 року; 3051024 до кінця січня 2022 року; 3324621 до кінця лютого 2022 року; 3436348 до кінця березня 2022 року. 30 % цільового населення було повністю вакциновано до кінця 2021 року.

### Мадагаскар
Мадагаскар розпочав свою програму вакцинації 10 травня 2021 року, спочатку використовуючи 250 тисяч доз вакцини Oxford–AstraZeneca проти COVID-19 через COVAX. У липні та жовтні 2021 року США передали Мадагаскару 638750 доз вакцини Janssen. 26 грудня 2021 року Мадагаскар отримав 400800 доз вакцини Oxford-AstraZeneca.
До кінця травня було введено 44848 доз; 197001 до кінця червня; 443159 до кінця вересня; 528797 до кінця жовтня; 668392 до кінця листопада; 742069 до кінця грудня 2021 року; 971426 до кінця січня 2022 року; 1228391 до кінця лютого 2022 року; 2236368 до кінця березня 2022 року; 2264611 до кінця квітня 2022 року. 5 % цільового населення були повністю вакциновані до кінця 2021 року.

### Малаві
Малаві розпочало програму вакцинації 11 березня 2021 року. У березні було введено 134289 доз, у квітні — 161828. У травні було знищено 19610 доз через закінчення терміну придатності.
На кінець липня 2021 року повністю вакциновано 139581 особу; 405722 особи на кінець серпня; 499390 до кінця вересня; 547803 до кінця жовтня; 599857 до кінця листопада; 687294 до кінця грудня 2021 року (9 % цільового населення); 775730 до кінця січня 2022 року; 811834 до кінця лютого 2022 року; 908688 до кінця квітня 2022 року.

### Малі
Малі розпочало свою програму вакцинації 31 березня 2021 року, спочатку з 396 тисяч доз вакцини Oxford-AstraZeneca проти COVID-19, отриманих через COVAX. 28 червня 2021 року Малі передала Кот-д'Івуару 97200 доз вакцини Oxford-AstraZeneca через їх короткий термін придатності.
На кінець квітня 2021 року введено 53711 доз вакцини; 134252 до кінця травня; 186191 до кінця червня; 196862 до кінця липня; 296490 до кінця серпня; 413563 до кінця вересня; 436116 до кінця жовтня; 779938 до кінця листопада; 1087393 до кінця грудня 2021 року; 1409266 до кінця січня 2022 року; 1634711 до кінця лютого 2022 року; 1873615 до кінця березня 2022 року; 1993965 до кінця квітня 2022 року. 5 % цільового населення були повністю вакциновані до кінця 2021 року.

### Мавританія
Мавританія розпочала свою програму вакцинації 26 березня 2021 року, спочатку з 50 тисяч доз вакцини Sinopharm BIBP, наданих Китаєм, 5 тисяч доз вакцини Pfizer–BioNTech проти COVID-19, наданих Об'єднаними Арабськими Еміратами, і 31 200 доз вакцина Oxford-AstraZeneca проти COVID-19, подарованої Францією.
На кінець квітня 2021 року було введено 12135 доз вакцини; 39806 до кінця травня; 163578 до кінця червня; 193776 до кінця липня; 565434 до кінця серпня; 894869 до кінця вересня; 1,6 мільйона до кінця жовтня; 1,7 мільйона до кінця листопада; 1,9 мільйона до кінця грудня 2021 року; 2,5 мільйона до кінця січня 2022 року; 2,6 мільйона до кінця лютого 2022 року; 2,7 млн до кінця березня 2022 року; 2,7 мільйона до кінця квітня 2022 року. 38 % цільового населення було повністю вакциновано до кінця 2021 року.

### Маврикій
Маврикій розпочав свою програму вакцинації 26 січня 2021 року, спочатку зі 100 тисяч доз вакцини «Ковішелд», наданих Індією. До кінця березня 2021 року було введено 0,17 мільйона доз вакцини; 0,2 мільйона до кінця квітня; 0,4 мільйона до кінця травня; 0,7 мільйона до кінця червня; 1,2 мільйона до кінця липня; 1,5 мільйона до кінця серпня; 1,6 мільйона до кінця вересня; 1,8 мільйона до кінця жовтня; 1,9 мільйона до кінця листопада; 2 мільйона до кінця грудня 2021 року; 2,6 мільйона до кінця березня 2022 року; 2,7 мільйона до кінця квітня 2022 року. Усе цільове населення було повністю вакциновано до кінця липня 2021 року.

### Марокко
Марокко розпочало свою програму вакцинації 28 січня 2021 року. До початку вересня 2021 року все цільове населення було повністю вакциновано.

### Мозамбік
Мозамбік розпочав свою програму вакцинації 8 березня 2021 року.
У липні та вересні 2021 року Мозамбік отримав 638400 доз вакцини Janssen від COVID-19, наданих США. 22 листопада 2021 року Мозамбік отримав 840 тисяч доз тієї ж вакцини від того ж донора, а через 4 дні — 756 тисяч доз тієї ж вакцини, наданої Фондом «Mastercard», і понад 2 мільйони доз тієї ж вакцини 6 грудня 2021 року.
До кінця березня 2021 року введено 70 тисяч доз вакцини; 141640 до кінця квітня; 394312 до кінця травня; 438382 до кінця червня; 714776 до кінця липня; 2,3 мільйона до кінця серпня; 3,6 мільйона до кінця вересня; 5,9 мільйона до кінця жовтня; 9,8 мільйона до кінця листопада; 14,4 мільйона до кінця грудня 2021 року; 19,8 мільйона до кінця січня 2022 року; 23,6 мільйона до кінця лютого 2022 року; 27,8 мільйона до кінця березня 2022 року; 31,6 мільйона до кінця квітня 2022 року. 49 % цільового населення було повністю вакциновано до кінця 2021 року.

### Намібія
Намібія розпочала свою програму вакцинації 19 березня 2021 року, спочатку зі 100 тисяч доз вакцини Sinopharm BIBP, наданих Китаєм, і 24 тисячі доз вакцини Oxford–AstraZeneca, отриманих через COVAX. На кінець квітня 2021 року введено 15060 доз вакцини; 76578 до кінця травня; 141209 до кінця червня; 195184 до кінця липня; 297066 до кінця серпня; 304634 до кінця вересня; 584381 до кінця жовтня; 596748 до кінця листопада; 643829 до кінця грудня 2021 року; 773702 до кінця січня 2022 року; 814463 до кінця лютого 2022 року; 834756 до кінця березня 2022 року. 33 % цільового населення були повністю вакциновані до кінця 2021 року.
6 грудня 2021 року президент Хаге Гейнгоб оголосив, що понад 150 тисяч доз вакцини було знищено через закінчення терміну придатності та недостатній інтерес до щеплень.

### Нігер
Нігер розпочав свою програму вакцинації 29 березня 2021 року, спочатку з 400 тисяч доз вакцини Sinopharm BIBP, наданих Китаєм, і 380 тисяч доз вакцини Oxford–AstraZeneca проти COVID-19, наданих через програму COVAX Індією. 30 травня 2021 року Нігер поділився 100 тисячами доз вакцини Oxford-AstraZeneca з Кот-д'Івуаром за умови, що Кот-д'Івуар поверне 100 тисяч доз Нігеру пізніше. Наприкінці липня 2021 року країна отримала 302400 доз вакцини Janssen проти COVID-19, подарованих США.
На кінець квітня 2021 року в країні введено 9562 дози вакцини; 162193 до кінця травня; 336809 до кінця червня; 401133 до кінця липня; 491738 до кінця серпня; 533899 до кінця вересня; 896106 до кінця жовтня; 963041 до кінця листопада; 1716942 до кінця грудня 2021 року; 1798575 до кінця січня 2022 року; 1840055 до кінця лютого 2022 року; 2681673 до кінця березня 2022 року; 2692524 до кінця квітня 2022 року. 5 % цільового населення були повністю вакциновані до кінця 2021 року.

### Нігерія
Нігерія розпочала свою програму вакцинації 5 березня 2021 року. Вакцинація почалося після прибуття до країни 4 мільйонів доз вакцини Oxford-AstraZeneca, а інші дози вакцини були надані Індією та компанією з ПАР MTN Group. Вакцинація проводилась в усіх 36 штатах країни менш ніж за 2 місяці після прибуття.
До кінця 2021 року 5 % цільового населення було повністю вакциновано.

### Руанда
Руанда розпочала свою програму вакцинації 5 березня 2021 року, через 2 дні після отримання 240 тисяч доз вакцини Oxford–AstraZeneca проти COVID-19 через COVAX і 50 тисяч доз тієї ж вакцини, наданих Індією. На початку травня 2021 року повідомлено, що Руанда ввела всі дози, отримані до цього часу. 1 червня 2021 року Руанда отримала 100600 доз вакцини Pfizer–BioNTech проти COVID-19 через COVAX, унаслідок чого загальна кількість доз у Руанді досягла 203560 вакцин Pfizer–BioNTech і 290 тисяч доз Oxford–AstraZeneca/Ковішелд. Двома партіями 18 і 20 серпня 2021 року Руанда отримала 489060 доз вакцини Pfizer-BioNTech, наданих США, а також 200 тисяч доз вакцини Sinopharm BIBP, наданих Китаєм.
На кінець серпня 2021 року було введено 854194 дози вакцини; 3,3 мільйона до кінця вересня; 5,2 мільйона до кінця жовтня; 8,5 мільйона до кінця листопада; 13,1 мільйона до кінця грудня 2021 року; 16,6 мільйона до кінця січня 2022 року; 19,4 мільйона до кінця лютого 2022 року; 20,1 мільйона до кінця березня 2022 року. Усе цільове населення було повністю вакциновано до кінця 2021 року.

### Сан-Томе і Принсіпі
Програма вакцинації Сан-Томе і Принсіпі розпочалася 15 березня 2021 року, спочатку з 24 тисяч доз вакцини Oxford–AstraZeneca проти COVID-19, наданих через COVAX. До кінця квітня 2021 року було введено 12367 доз вакцини; 20725 до кінця травня; 29258 до кінця червня; 43978 до кінця липня; 43987 до кінця серпня; 94640 до кінця вересня; 108838 до кінця жовтня; 121357 до кінця листопада; 137612 до кінця грудня 2021 року; 151040 до кінця січня 2022 року; 193775 до кінця лютого 2022 року; 208657 до кінця березня 2022 року. 57 % цільового населення були повністю вакциновані до кінця 2021 року.

### Сенегал
Сенегал розпочав свою програму вакцинації 23 лютого 2021 року, спочатку з 200 тисяч доз вакцини Sinopharm BIBP, яку закупив у Китаї. На початку травня 2021 року було повідомлено, що Сенегал ввів усі дози, які отримав на той час момент. 14 % цільового населення були повністю вакциновані до кінця 2021 року.

### Сейшельські Острови
Сейшельські Острови розпочали свою програму вакцинації 10 січня 2021 року, спочатку з 50 тисяч доз вакцини Sinopharm BIBP, наданих Об'єднаними Арабськими Еміратами, і 50 тисяч доз вакцини Oxford–AstraZeneca, наданих Індією. До середини травня 2021 року Сейшельські Острови перевищили свою початкову мету щеплення 70 тисяч осіб. У червні 2021 року Сейшельські Острови отримали 50 тисяч додаткових доз вакцини Sinopharm BIBP. У липні 2021 року міністерство охорони здоров'я змінило цільовий показник вакцинації з 70 % населення на максимально високу частку, включаючи дітей віком від 12 до 17 років, які отримають вакцину Pfizer-BioNTech. Перша партія з 35100 доз вакцини Pfizer-BioNTech, наданої США через COVAX, надійшла 8 вересня 2021 року, що дало змогу вакцинувати дітей з 10 вересня 2021 року. Ще одна партія з 39807 доз тієї ж вакцини була пожертвувана США, та прибула до країни 17 грудня 2021 року.
Станом на кінець лютого 2021 року обидві дози вакцини отримали 23549 осіб; 37957 до кінця березня; 59160 до кінця квітня; 64029 до кінця травня; 67670 до кінця червня; 68135 до кінця липня; 70441 до кінця серпня; 71091 до кінця вересня; 76283 до кінця жовтня; 77951 до кінця листопада; 78263 до кінця грудня 2021 року; 78598 до кінця січня 2022 року; 79921 до кінця лютого 2022 року; 80153 до кінця березня 2022 року; 80457 до кінця квітня 2022 року. Усе цільове населення було повністю вакциновано до середини квітня 2021 року. До середини грудня 2021 року більше 20 тисяч осіб отримали додаткове третє щеплення.

### Сьєрра-Леоне
Сьєрра-Леоне розпочала свою програму вакцинації 15 березня 2021 року, спочатку з 96 тисяч доз вакцини Oxford-AstraZeneca проти COVID-19. 20 березня 2021 року країна отримала 42 тисячі доз тієї ж вакцини від Африканського Союзу. Через те, що термін придатності закінчився у квітні 2021 року, можна було ввести лише 29 тисяч із 42 тисяч доз.
На кінець березня 2021 року введено 17143 дози вакцини; 56474 до кінця квітня; 79762 до кінця травня; 114087 до кінця червня; 159925 до кінця липня; 193557 до кінця серпня; 236465 до кінця вересня; 396196 до кінця жовтня; 868726 до кінця листопада; 923880 до кінця грудня 2021 року; 1,4 мільйона до кінця січня 2022 року; 1,8 мільйона до кінця лютого 2022 року; 2,9 мільйона до кінця березня 2022 року; 3,3 мільйона до кінця квітня 2022 року. 12 % цільового населення було повністю вакциновано до кінця 2021 року.

### Сомалі
Сомалі розпочало свою вакцинальну кампанію 16 березня 2021 року, через день після отримання 300 тисяч доз вакцини Oxford–AstraZeneca проти COVID-19 через програму COVAX. 26 жовтня 2021 року Сомалі отримало 163 тисячі доз вакцини Oxford-AstraZeneca з Німеччини через COVAX. 27 серпня 2022 року Сомалі отримала понад 1,6 мільйона доз вакцини Janssen від Чехії та Швеції через COVAX.
12803 дози вакцини буловведено до кінця березня 2021 року; 120749 до кінця квітня; 134133 до кінця травня; 190399 до кінця червня; 235882 до кінця липня; 291053 до кінця серпня; 477075 до кінця вересня; 654862 до кінця жовтня; 1,2 мільйона до кінця листопада; 2 мільйони до кінця грудня 2021 року; 2,2 мільйона до кінця січня 2022 року. 12 % цільового населення були повністю вакциновані до кінця 2021 року.

### ПАР
ПАР розпочала свою загальнонаціональну програму вакцинації 18 лютого 2021 року. Програма проходила поетапно, надаючи пріоритет медичним працівникам і працівникам екстрених служб, а пізніше особам старше 65 років.
Станом на 8 липня 2021 року в ПАР ввеено 4017442 дози вакцини по всій країні. ПАР отримала 3 різних види вакцин: Janssen (Johnson & Johnson), Pfizer-BioNTech і Oxford-AstraZeneca, але вводились переважно 2 вакцини — Janssen і Pfizer-BioNTech, а введення вакцини Oxford-AstraZeneca призупинено через її неефективність проти бета-варіанту.
Дві третини цільового населення були повністю вакциновані до кінця 2021 року.

### Південний Судан
Південний Судан розпочав програму вакцинації 6 квітня 2021 року, спочатку із 132 тисяч доз вакцини Oxford–AstraZeneca від COVAX і 60 тисяч доз цієї ж вакцини, наданих Африканським Союзом і південноафриканською компанією «MTN Group». 15 квітня працівники охорони здоров'я вирішили припинити використання вакцини, наданої Африканським Союзом та MTN, через короткий термін придатності. 60 тисяч доз від Африканського Союзу та MTN були згодом знищені.
На кінець квітня 2021 року було введено 3790 доз вакцини; 10758 до кінця травня; 46760 до кінця червня; 56989 до кінця серпня; 108602 до кінця вересня; 134371 до кінця жовтня; 236710 до кінця листопада; 268640 до кінця грудня 2021 року; 342453 до кінця січня 2022 року; 524292 до кінця лютого 2022 року; 575057 до кінця березня 2022 року; 668680 до кінця квітня 2022 року. 3 % цільового населення були повністю вакциновані до кінця 2021 року.

### Судан
Судан розпочав програму вакцинації 9 березня 2021 року, після того, як країна отримала 820 тисяч доз вакцини Oxford–AstraZeneca проти COVID-19 через COVAX. 26 березня 2021 року країна отримала чверть мільйона доз вакцини Sinopharm BIBP від Китаю, а в серпні — 606700 доз вакцини Janssen, наданих США, і 218400 доз вакцини Oxford-AstraZeneca, поставлені 27 серпня 2021 року Францією.
До кінця квітня 2021 року було введено 63837 доз вакцини; 358236 до кінця травня; 677957 до кінця червня; 810560 до кінця липня; 829602 до кінця серпня; 1230908 до кінця вересня; 1736099 до кінця листопада; 5251235 до кінця грудня 2021 року; 5453485 до кінця січня 2022 року; 6761896 до кінця березня 2022 року; 7096087 до кінця квітня 2022 року. 7 % цільового населення були повністю вакциновані до кінця 2021 року.

### Танзанія
Вакцинація проти COVID-19 почалася в напівавтономному регіоні Занзібар 6 липня 2021 року, а в решті території Танзанії — 28 липня 2021 року. У липні 2021 року Занзібар отримав 110 тисяч доз вакцини «Коронавак» у двох партіях, пожертвуваних Китаєм. Тижнем пізніше прем'єр-міністр Кассім Маджаліва оголосив, що вакцини надійшли, і що бажаючі можуть зробити щеплення на добровільній основі. 25 липня 2021 року Танзанія отримала 1058400 доз вакцини Janssen проти COVID-19 через COVAX, подарованої США. 4 і 8 жовтня 2021 року Танзанія отримала 1065600 доз вакцини Sinopharm BIBP через COVAX, а 1 листопада 2021 року півмільйона доз цієї ж вакцини надав Китай. Пізніше в листопаді Танзанія отримала 499590 доз вакцини Pfizer-BioNTech, подарованих США. 3 грудня 2021 року Танзанія отримала 115200 доз вакцини Janssen, подарованих Бельгією.
Станом на 7 серпня 2021 року в країні було щеплено 105745 осіб. Через тиждень це число зросло до 207391. До кінця серпня 2021 року кількість вакцинованих зросла до 310103; на кінець вересня 2021 року до 595938; до кінця жовтня 2021 року — понад мільйон; до кінця листопада 2021 року — понад 1,5 мільйона; до кінця грудня 2021 року — понад 2,4 мільйона (6 % цільового населення були повністю вакциновані); на кінець січня 2022 року — понад 2,6 мільйона; до кінця лютого 2022 року — понад 3,2 мільйона; на кінець березня 2022 року — понад 3,9 мільйона; на кінець квітня 2022 року понад 6,4 мільйона.

### Того
Того розпочало свою програму вакцинації 10 березня 2021 року, спочатку зі 156 тисяч доз вакцини Oxford–AstraZeneca проти COVID-19, доставлених через COVAX, і 140 тисяч доз тієї ж вакцини, яку Демократична Республіка Конго не змогла використати до закінчення терміну придатності. На початку травня 2021 року повідомлялося, що Того ввело всі дози, отримані до цього часу.
На кінець березня 2021 року було повністю вакциновано 57990 осіб; 180990 до кінця квітня; 318666 до кінця травня; 347246 до кінця червня; 474776 до кінця липня; 535518 до кінця серпня; 1,1 мільйона до кінця вересня; 1,4 мільйона до кінця жовтня; 1,7 мільйона до кінця листопада; 2,4 мільйона до кінця грудня 2021 року; 2,5 мільйона до кінця січня 2022 року; 2,7 мільйона до кінця лютого 2022 року; 3,3 мільйона до кінця квітня 2022 року. 30 % цільового населення було повністю вакциновано до кінця 2021 року.

### Туніс
Туніс розпочав програму вакцинації 13 березня 2021 року, спочатку з 30 тисяч доз вакцини Спутник V. До кінця березня 2021 року було введено 44311 доз вакцини, а на кінець квітня 2021 року кількість введених доз зросла до 385922. На початку травня 2021 року повідомлено, що Туніс ввів усі дози, отримані на той час. До кінця травня було введено 823614 доз вакцини. Станом на 29 червня 2021 року було введено 1821431 дозу вакцини та повністю імунізовано 548997 осіб. До кінця липня 2021 року було введено 2,6 мільйона доз; 5,7 мільйона до кінця серпня 2021 року; понад 8 мільйонів до кінця вересня 2021 року, до цього часу повністю вакциновано 3,8 мільйона осіб; 10,1 мільйона доз до кінця жовтня 2021 року, на той час 4,5 мільйона осіб були повністю вакциновані; 11,1 мільйона до кінця листопада 2021 року, на той час 5,1 мільйона осіб були повністю вакциновані; 12,8 мільйона до кінця грудня 2021 року, на той час 5,9 мільйона осіб були повністю вакциновані; 14,3 мільйона до кінця січня 2022 року, на той час 6,2 мільйона осіб були повністю вакциновані; 14,4 мільйона до кінця лютого 2022 року, на той час 6,3 мільйона осіб були повністю вакциновані (більше, ніж усе цільове населення).

### Уганда
Уганда розпочала програму вакцинації 10 березня 2021 року, спочатку зі 100 тисяч доз вакцини Oxford–AstraZeneca проти COVID-19, наданих Індією, і 864 тисяч доз цієї ж вакцини, отриманих через COVAX. Уганда планувала вакцинувати 21,9 мільйона осіб, і розпочати зняття обмежень, коли 4,8 мільйона осіб будуть повністю вакциновані.
Станом на 3 червня 2021 року в країні було введено 748676 доз вакцини. До кінця червня кількість введених доз зросла до 937417; 1,1 мільйона до кінця липня; 1,2 мільйона до кінця серпня; 1,6 мільйона до кінця вересня; 2,9 мільйона до кінця жовтня; 4,8 мільйона до кінця листопада; 9,8 мільйона до кінця грудня 2021 року; 12,9 мільйона до кінця січня 2022 року; 16,7 мільйона до кінця лютого 2022 року; 17,6 мільйона до кінця березня 2022 року; 20,2 мільйона до кінця квітня 2022 року. 7 % цільового населення було повністю вакциновано до кінця 2021 року.

### Замбія
Замбія розпочала програму вакцинації 14 квітня 2021 року, спочатку з 228 тисяч доз вакцини Oxford–AstraZeneca проти COVID-19, отриманих за програмою COVAX. До кінця червня 2021 року було введено 147220 доз вакцини; 413774 до кінця липня; 503707 до кінця серпня; 697261 до кінця вересня; 857551 до кінця жовтня; 1,04 мільйона до кінця грудня 2021 року; 2,9 мільйона до кінця лютого 2022 року; 3,4 мільйона до кінця березня 2022 року; 3,8 мільйона до кінця квітня 2022 року. 9 % цільового населення були повністю вакциновані до кінця 2021 року.

### Зімбабве
Зімбабве розпочало програму вакцинації 22 лютого 2021 року, спочатку використовуючи 200 тисяч доз вакцини Sinopharm BIBP.
Станом на кінець 2021 року 52 % цільової групи були повністю вакциновані.

## Варіанти, стійкі до вакцин

### Бета-варіант
Бета-варіант SARS-CoV-2 більш стійкий, ніж інші варіанти, до деяких існуючих вакцин.
У січні 2021 року компанія Johnson & Johnson, яка проводила випробування своєї вакцини Janssen проти COVID-19 у ПАР, повідомила, що рівень захисту від помірної та важкої інфекції COVID-19 становив 72 % у США, але лише 57 % у Південній Африці.
6 лютого 2021 року газета The Financial Times повідомила, що попередні експериментальні дані дослідження, проведеного південноафриканським Вітватерсрандським університетом спільно з Оксфордським університетом, продемонстрували знижену ефективність вакцини Oxford–AstraZeneca проти COVID-19 проти Бета-варіанту коронавірусу. Дослідження показало, що у вибірці у 2 тисячі осіб вакцина цієї компанії AZD1222 забезпечувала лише «мінімальний захист» у всіх випадках COVID-19, крім найважчих.
7 лютого 2021 року міністр охорони здоров'я Південної Африки призупинив заплановану доставку близько 1 мільйона доз вакцини, поки в країні вивчають дані та очікують порад щодо подальших дій.
У лютому 2021 року Moderna повідомила, що її тодішня вакцина виробляє лише одну шосту частину антитіл у відповідь на південноафриканський варіант порівняно з початковим вірусом. Компанія розпочала дослідження нової вакцини для боротьби з південноафриканським варіантом коронавірусу.
17 лютого 2021 року компанія Pfizer повідомила, що активність нейтралізації була знижена на дві третини для бета-варіанту, водночас заявивши, що жодних заяв щодо ефективності вакцини щодо запобігання захворюванню на цей варіант ще не може бути.